# Desert Diamond Arena
Desert Diamond Arena (oorspronkelijk Glendale Arena en vroeger Jobing.com Arena en Gila River Arena) is een sport en entertainment arena in Glendale, Arizona . Het bevindt zich ongeveer 20 kilometer ten noordwesten van het centrum van Phoenix .
De Arizona Coyotes van de National Hockey League (NHL) zijn de hoofdhuurders sinds het gebouw op 26 december 2003 werd geopend. Het ligt aan de noordkant van de West Maryland Avenue tegenover het State Farm Stadium, de thuisbasis van de Arizona Cardinals van de National Football League (NFL).
De arena werd gebouwd voor $ 220 miljoen, en biedt plaats voor 17.125 mensen voor hockey en lacrosse, 18.300 voor basketbal en ongeveer 19.000 voor concertevenementen. De arena heeft 3.075 clubstoelen en 87 luxe suites (waaronder twee Luxury Tower Suites). Daarmee is het de grootste indoor arena van de staat Arizona. 